# Krzysztof Jabłoński (fotograf)
Krzysztof Jabłoński (ur. 10 kwietnia 1930 w Warszawie, zm. 15 grudnia 2014) – polski artysta fotograf, historyk, teoretyk fotografii, uhonorowany tytułem Artiste FIAP (AFIAP). Członek rzeczywisty Okręgu Lubelskiego Związku Polskich Artystów Fotografików. Członek Stowarzyszenia Autorów ZAiKS. Członek Associate Royal Photography Society.

## Życiorys
Krzysztof Jabłoński absolwent Uniwersytetu Warszawskiego (Historia Sztuki), związany z lubelskim środowiskiem fotograficznym – mieszkał i pracował w Gorzkowie. Miejsce szczególne w jego twórczości zajmowała fotografia krajoznawcza, fotografia architektury – w dużej części wykonywana w technice fotografii barwnej. Od 1951 roku współpracował z dwutygodnikiem Stolica. Przez wiele lat współpracował ze specjalistyczną prasą fotograficzną (m.in. Foto, Fotografia) pisząc artykuły głównie o fotografii barwnej.
Krzysztof Jabłoński jest autorem i współautorem wielu wystaw fotograficznych; indywidualnych, zbiorowych, poplenerowych, pokonkursowych; krajowych i międzynarodowych – w Polsce i za granicą. Brał aktywny udział w Międzynarodowych Salonach Fotograficznych, organizowanych pod patronatem FIAP, zdobywając wiele akceptacji, nagród, wyróżnień, dyplomów, listów gratulacyjnych. Jego fotografie były prezentowane m.in. w Berlinie, Monachium, Wilnie.
W 1957 roku został przyjęty w poczet członków rzeczywistych Związku Polskich Artystów Fotografików – ostatnio przynależał do Okręgu Lubelskiego ZPAF. W 1963 roku został członkiem Stowarzyszenia Autorów ZAiKS. Pokłosiem udziału w Międzynarodowych Salonach Fotograficznych organizowanych pod egidą FIAP, było przyznanie Krzysztofowi Jabłońskiemu  tytułu Artiste FIAP (AFIAP), tytułu przyznanego przez Międzynarodową Federację Sztuki Fotograficznej FIAP, obecnie z siedzibą w Luksemburgu.

## Odznaczenia
- Medal im. Jana Bułhaka (1985)
- Medal za Warszawę 1939–1945
- Odznaka Za Zasługi dla Warszawy
- Medalem Za Zasługi dla ZHP

Źródło

## Wybrane wystawy indywidualne
- Świat w kolorze
- Barwy cmentarzy

Źródło

## Wybrane publikacje (albumy)
- Wilanów
- Łazienki i Belweder
- Zamek w Łańcucie
- Zamek w Malborku
- Nieborów i Arkadia
- Stare Miasto i Zamek Królewski w Warszawie
- Zamek w Oporowie
- Łódź
- Warszawa – portret miasta
- Lublin
- Płock
- Poznań i okolice
- Gdańsk

Źródło